# Centraal-Russisch Plateau

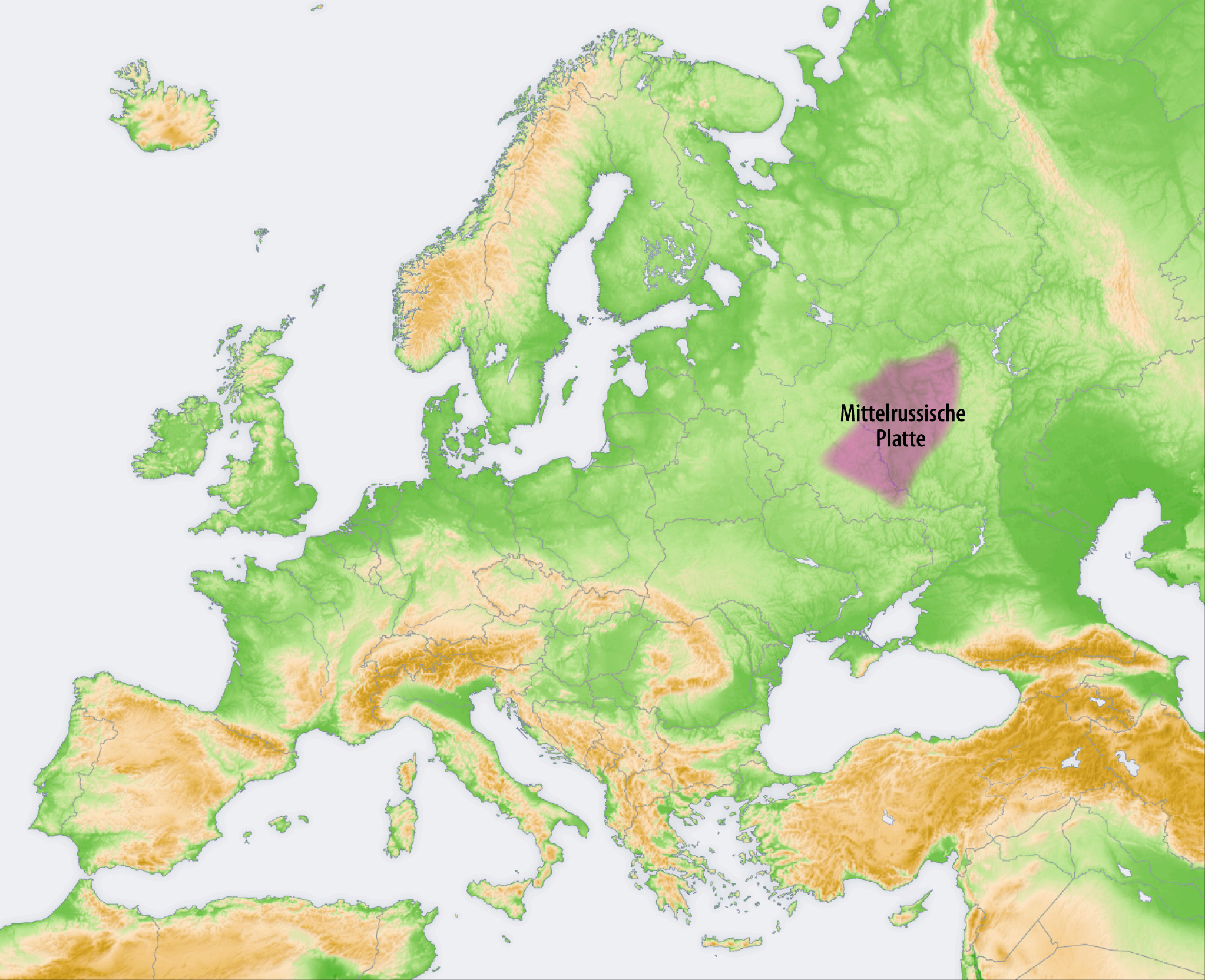
ligging van het Centraal-Russisch Plateau

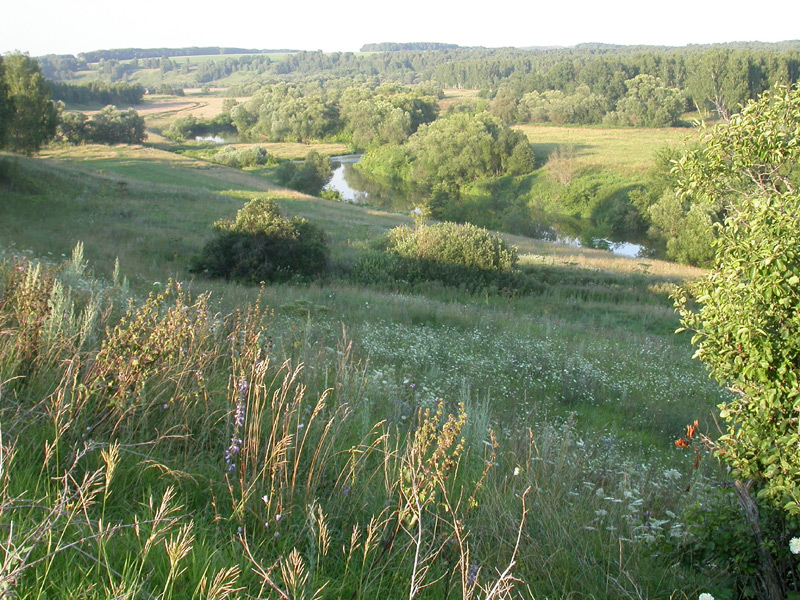
Vallei van de rivier de Osjotr, een zijrivier van de Oka

Centraal-Russisch Plateau (Russisch: Среднерусская возвышенность; Sredneroesskaja vozvysjennost) is een plateau in het zuidwesten van Europees Rusland en het noordoosten van Oekraïne. 

## Geografie
Het plateau ligt ten zuidwesten van Moskou, aan de rand van het Russisch Laagland (waarvan het deel uitmaakt), tussen het langs de breedtegraad verlopende deel van de Oka en de Smolenskse Hoogten in het noorden, de Don in het westen en de Donetsrug (Donetski krjaz), nabij het Stuwmeer van Tsimljansk in het zuiden. Het plateau heeft een lengte van ongeveer 1000 kilometer en een breedte tot 500 kilometer en heeft een oppervlakte van bijna 500.000 km² (ongeveer even groot als Spanje). De hoogte bedraagt gemiddeld 200 tot 250 meter en loopt op tot maximaal 293 meter. Het zuidoostelijke deel wordt ook wel Kalatsjplateau genoemd.
Het plateau, dat het aanzicht van een laaggebergte heeft, is sterk geërodeerd en wordt gekenmerkt door kloven, blokvormige formaties, heuvels en valleien met op plekken ontwikkeling van karst en insnijdingen in het landschap tot wel 150 meter diep in de rivierdalen. Het vormt de waterscheiding tussen de Zwarte Zee, Zee van Azov en Kaspische Zee. Op het plateau ontstaan de rivieren Oka (met haar zijrivieren zoals de Zoesja, Oepa en Zjizdra), Desna, Sejm, Psjol, Vorskla en de Don (met haar zijrivier de Severski Donets). Het platau omvat delen van de loofboszone, bossteppe en steppe. De overheersende bodems zijn de zwarte aarde (chernozems), in het noorden grijze bosbodems (greyzems) en in het westen grijze bosbodems en podzolbodems. Op grote delen van het plateau wordt landbouw bedreven.
Er bevinden zich twee zapovedniks op het plateau: Biosfeerreservaat Tsentralno-Tsjernozjomny en Galitsja Gora.

## Geologie
Geologisch gezien bevindt zich met name in het midden Precambrisch kristallijn moedergesteente vlak onder de oppervlakte en dagzoomt in de vallei van de rivier de Don, tussen de steden Pavlovsk en Bogoetsjar. Het noordelijk deel bevinden zich kalksteenlagen uit het Carboon en Devoon, die worden overdekt door leemzandige afzettingen uit het Jura en Vroege Krijt en in het zuiden bevinden zich lagen met krijtgesteente en mergel uit het Late Krijt, die worden overdekt door zand-, klei- en zandsteenlagen uit het Paleogeen. Aan de oppervlakte bevinden zich overal zandlöss- en lössafzettingen. Mineralen in de bodem zijn bijvoorbeeld de ijzerertsen uit de Magnetische anomalie van Koersk (de belangrijkste hiervan is de Michajlovlaag) en bruinkool.

## Bewoning
De grootste steden op het plateau zijn Belgorod, Brjansk, Kaloega, Koersk, Novomoskovsk, Orjol en Toela.